# Georg Wilhelm Zapf

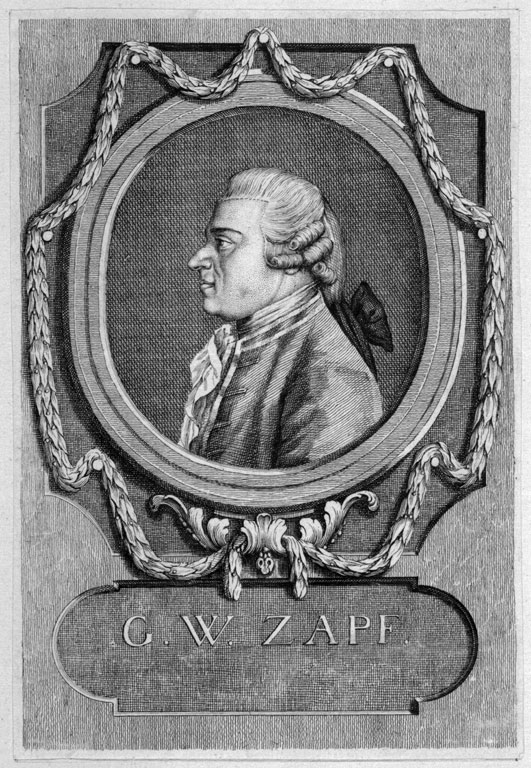
Georg Wilhelm Zapf

Georg Wilhelm Zapf (* 28. März 1747 in Nördlingen; † 29. Dezember 1810 in Biburg bei Diedorf) war ein deutscher Historiker und Bibliograph.
Der Handwerkersohn besuchte das Lyzeum seiner Heimatstadt Nördlingen, wo er unter dem Lehrer und Rektor Johann Friedrich Schöpperlin gefördert wurde. Er wurde 1765 bis 1770 Kanzleischreiber in Aalen und 1773 bis 1786 Notar in Augsburg. 1784 wurde er hohenlohischer Hofrat, 1786 kurmainzischer Geheimrat und kaiserlicher Hofpfalzgraf. Seit 1786 lebte er als Privatgelehrter auf seinem Gut in Biburg. 1808 wurde er als auswärtiges Mitglied in die Bayerische Akademie der Wissenschaften aufgenommen.
Er erforschte als Bibliograph vor allem die Druckgeschichte des 15. und 16. Jahrhunderts auf mehreren Reisen und besaß selbst eine große Privatbibliothek. Von seiner Korrespondenz mit zahlreichen Gelehrten und Prominenten sind über 4000 Briefe erhalten.

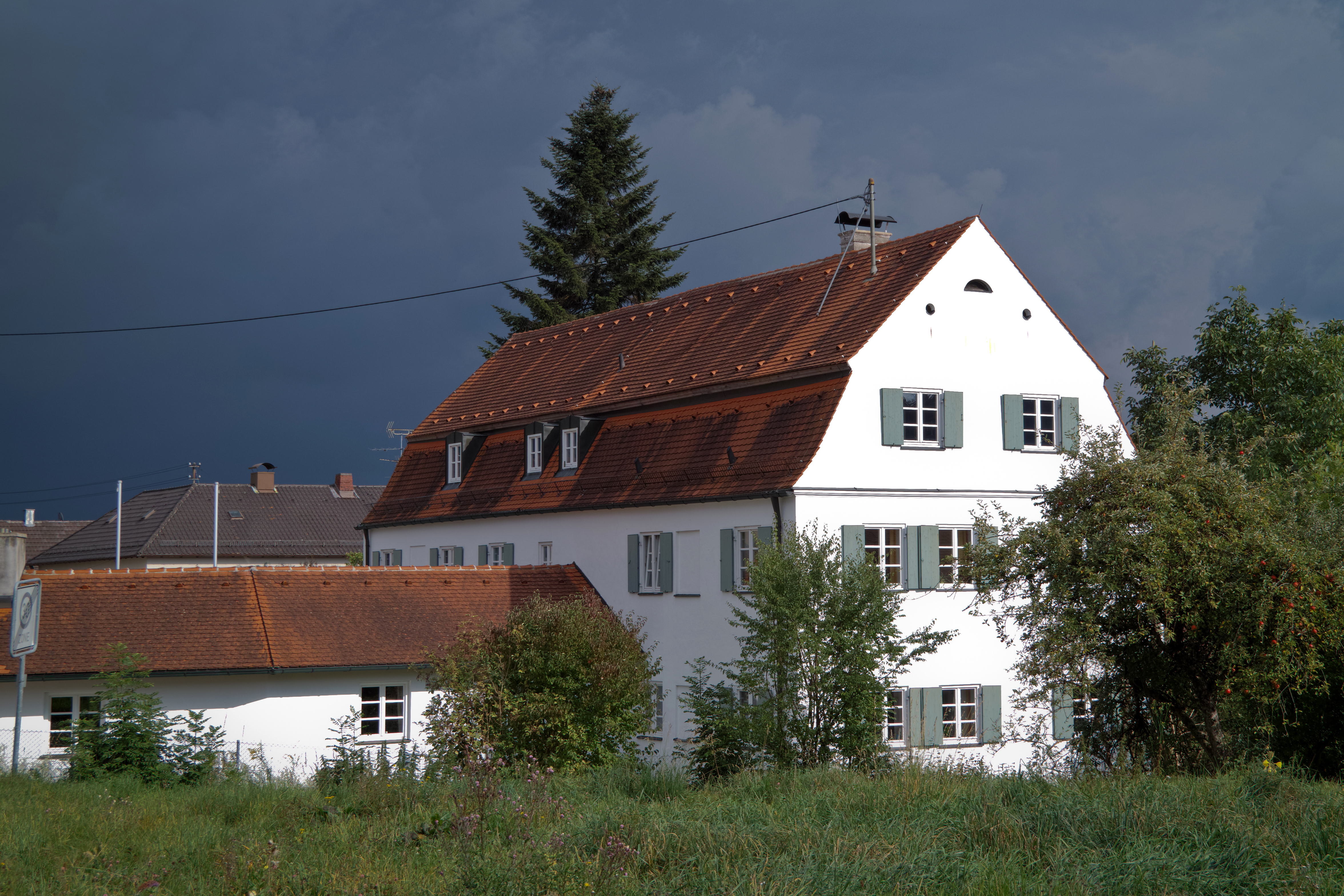
Wohnsitz ab 1786: Schloss Biburg

Zapf veröffentlichte zahlreiche Schriften vor allem zu historischen Themen.